# Kalium-40
Kalium-40 of 40K is een onstabiele radioactieve isotoop van kalium, een alkalimetaal. De abundantie van op Aarde bedraagt 0,0117%.
De isotoop is de grootste bron van natuurlijke radioactiviteit in het menselijk lichaam. Een volwassen lichaam bevat ongeveer 160 gram kalium, waarvan 0,0187 gram kalium-40. De specifieke activiteit hiervan bedraagt ongeveer 265,4 kBq/g.

## Radioactief verval
Kalium-40 bezit een zeer grote halveringstijd: 1.251.900.000 jaar. Het overgrote gedeelte (89,28%) vervalt naar de stabiele isotoop calcium-40 door bètaverval:
{\displaystyle {\ce {{^{40}_{19}K}->{^{40}_{20}Ca}+{e^{-}}+{\bar {\nu }}_{e}}}}
De vervalenergie hiervan bedraagt 1311,07 keV = 1,31107 MeV, wat vergelijkbaar is met de andere mogelijkheid tot verval.
De rest (10,72%) vervalt tot de stabiele isotoop argon-40 via elektronenvangst (~100%) gevolgd door gammaverval:
{\displaystyle {\ce {{^{40}_{19}K}+e^{-}->{^{40}_{18}Ar}+\nu _{e}}}}
De energie van dit verval bedraagt 1,46 MeV.
Het afstoten van een positron in de kern - wat zeer zeldzaam is - levert eveneens argon-40 op. Zie ook deze pagina, aldus: kalium-argondatering.

## Toepassingen
Het verval naar argon-40 wordt - aangezien kalium in talloze mineralen voorkomt (en argon niet) - in de geochronologie en archeologie aangewend als dateringsmethode voor gesteenten en sedimenten tot enkele miljarden jaren terug in de tijd. Deze methode staat bekend als de kalium-argondatering.
32K · 32mK · 33K · 34K · 35K · 36K · 37K · 38K · 38m1K · 38m2K · 39K · 40K · 40mK · 41K · 42K · 43K · 44K · 45K · 46K · 47K · 48K · 49K · 50K · 51K · 52K · 53K · 54K · 55K · 56K